# Луговой конёк
Лугово́й конёк (лат. Anthus pratensis) — вид птиц из семейства трясогузковых.

## Описание
Луговой конёк несколько меньше похожего на него лесного конька, его длина составляет 14-17 см, а размах крыльев 23-27см. Масса особи составляет 15-22 грамм.  В сравнении с ним его окраска в целом более серая, грудь менее желтоватая с более тонкими полосками. Ноги красноватые, клюв тонкий и острый.
Голос лугового конька — острое «ист» или «истистист», вблизи гнезда часто продолжительное и монотонное «тлитлитли». Его пение, которое он испускает в коротких вокальных полётах, высокое и тонкое. Он начинает петь перед стартом к вокальному полёту, поднимаясь в большинстве случаев от возвышения на земле и не возвращается, как правило, к исходной точке.
Самцы и самки окрашены сходно. В осеннем оперении (с августа) вся окраска с сильным охристым оттенком, особенно у молодых. Отличать от очень похожих краснозобых коньков следует по отсутствию четких наствольных пестрин на пояснице и надхвостье (есть слабые, размытые), весь верх более светлый и монотонный.

### Образ жизни
Прилетают рано, вскоре после схода снега или еще при частичном снеговом покрове, появляются стайками и поодиночке. В лесной зоне гнездовые местообитания — сырые луга, кочковатые, моховые и травянистые болота, заболоченные вырубки и гари, большие моховые, мохово-травянистые и мохово-лишайниковые поляны, тундроподобные участки. Населяют горные тундры Уральского хребта. Севернее живут в разнообразных редколесьях, в самых разных типах тундр юга тундровой зоны. На северном пределе ареала в ровной тундре не гнездятся, а выбирают овражки, склоны коренного берега с разнотравьем и кустарниками.

## Питание
Луговой конёк питается в летний сезон преимущественно маленькими дневными насекомыми и всякого рода паукообразными, зимой дополнительно маленькими улитками и семенами.

## Распространение
Луговой конёк — широко распространённый и даже частый вид птиц рода коньков. Его следует отличать от лесного конька при наблюдении за птицами, основываясь скорее на жизненном пространстве и голосе, чем на оптических признаках. Луговой конёк — это птица, которая гнездится на влажных лугах и пастбищах, в болотистой местности, а также в горах. Во время миграции на юг его можно часто наблюдать в больших стаях на полях и берегах водоёмов. Он встречается в большинстве регионов северной половины Европы и Азии. Он зимует обычно в южной Европе, в северной Африке и в Южной Азии. В Ирландии, в Великобритании и в прибрежных областях западной Европы он, напротив, оседлая птица.

## Размножение
Гнездо находится на земле. Это неприметное строение из стебельков и мха, набитое волосами. Самка высиживает, как правило, 13 дней от 4 до 6 светло-серых яиц. Затем оба родителя выкармливают молодых птиц от 12 до 14 дней. Луговые коньки являются хозяевами гнездового паразита кукушки.